# Kume no Heinai-dō
Le Kume no Heinai-dō (久米平内堂) est un petit sanctuaire shinto situé à Asakusa dans l'arrondissement de Taitō à Tokyo. Le sanctuaire abrite une statue en pierre de  Kume no Heinai, samouraï du début de l'époque d'Edo (XVIIe siècle). Selon le bureau du tourisme d'Asakusa, il existe peu d'éléments sur la vie de Kume no Heinai, qui serait mort en 1683.
La tradition orale veut que Heinai ait excellé en kenjutsu, art martial de l'escrime, tuant de nombreuses personnes au fil des ans. Dans la seconde moitié de sa vie, il est censé avoir vécu au Sensō-ji d'Asakusa où il se consacre au bouddhisme zen et organise des services religieux en l'honneur des personnes qu'il a tuées. Peu de temps avant sa mort, il ordonne à ses disciples de tailler une pierre à sa ressemblance et de l'enterrer près de la porte niō, entrée du temple bouddhiste et quartier animé de la ville. Son souhait est d'avoir sa statue piétinée par autant de personnes que possible afin d'expier les crimes qu'il a commis dans la vie. La statue a finalement été récupérée et est maintenant conservée à l'intérieur du sanctuaire lui-même. C'est pour cette raison que le sanctuaire a d'abord porté le nom « Fumitsuke » (踏みつけ), qui signifie « marcher sur », mais au fil du temps le sens s'est perdu et le nom du sanctuaire en est venu à être épelé « 文付け », ce qui signifie « lettre d'amour ». Les deux mots se prononcent fumitsuke et le sanctuaire est maintenant vénéré par le grand public comme une divinité du mariage et des rencontres heureuses. Le Kume no Heinai-dō est détruit en mars 1945 au cours du bombardement de Tokyo. L'actuel sanctuaire est reconstruit en octobre 1978.